# Джузеппе Дзоккі
Джузеппе Дзоккі (італ. Giuseppe Zocchi; 1711, Флоренція — 22 червня 1767, там само) — італійський художник і гравер.

## Біографія
Дзоккі був сином землекопа з Ф'єзоле. Офіційною датою народження вважається 1711 рік, але можливо, він народився в 1716 або в 1717 роках. Цей висновок висновується з фронтиспіса його роботи на Віллі у Флоренції 1744 року із написом під автопортретом художника, в якому він заявляє, що йому 27 років.
За даними короткої біографії художника, написаної Франческо Марія Ніколя Габуррі, Дзоккі був відданий на навчання Раньєрі дель Pace — одній з найголовніших фігур флорентійського бароко. Починав з історичних сюжетів, працював у фресковому живописі і зазнав впливу Гаспара Ван Вітеля, який відвідав Флоренцію.
У 1738 році, після смерті Ван Вітеля, багатий маркіз Андреа Джеріні запропонував художнику свою підтримку і, ймовірно, що Дзоккі вивчав перспективу в Римі, Болоньї та Північній Італії. Він був вшанований призу для молодих студентів по класу живопису при Академії мистецтв в 1737 році, і в 1741 році зарахований на перший курс.
Між 1739 і 1741 роками він також побував у Венеції, де був студентом Йосипа Вагнера і вивчав мистецтво гравюри. Габуррі вчив Дзоккі змальовувати картини різних художників у церквах Флоренції і використовувати їх як основу для гравюр, тим самим відкривши його обдарування.
Слід підкреслити, що хоча Дзоккі був відомий серед сучасників насамперед як пейзажист, але також він займався архітектурними і ландшафтними роботами. Великим попитом користувалися його роботи в англійців, які здійснювали великий тур Італією. Англійський художник Т. Патч допомагав йому знаходити замовників серед співвітчизників. 

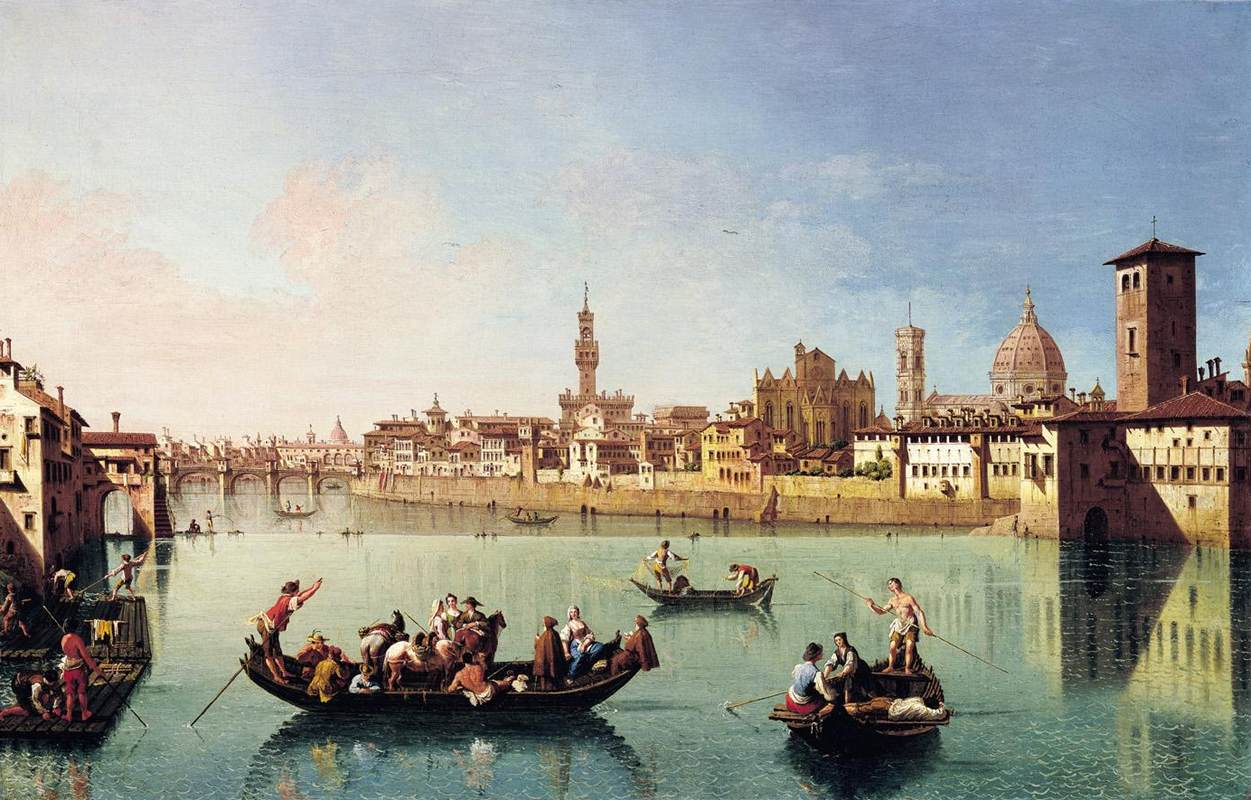
Вид на Арно у Флоренції

На додаток до його прекрасних полотен «Тріумф Давида», 1739 (приватне зібрання) і парним полотнам «Постаті в руїнах», які були підписані і датовані 1746 і 1747 роками (Велика Британія, приватне зібрання), варто згадати його «Сцену розмови» (Музей Коррер, Венеція; приватне зібрання, Флоренція), його фрески для Габріелла Ріккарді (близько 1740), а також його розпису в Пізі (Біблійні сюжети, 1751).
На початку 1740-х років Дзоккі був гостем Маркіза Андреа Джеріні та працював над різними видами Флоренції, прекрасно виконуючи роботи в стилі знаменитого Каналетто.
Як Франческо Гварді та Каналетто в своїх роботах прославили Венецію, а Джованні Баттіста Піранезі — Рим, те ж саме Джузеппе Дзоккі зробив для Флоренції. Маркіз Андреа Джеріні дав Дзоккі замовлення на відображення всіх найбільших пам'яток Флоренції і її околиць.
Це замовлення стало найбільш відомою роботою Дзоккі — дві серії зроблених за його власними кресленнями гравюр під назвою «Добірка двадцяти чотирьох видів основних районів, площ, церков і палаців міста Флоренції і місцевостей в Тоскані», опублікованих в 1744 році і оплачених маркізом Джеріні. Повний комплект креслень (ймовірно, набір належить покровителям Дзоккі в Джеріні), що складається з 77 аркушів, в даний час в зберігається в бібліотеці Пірпонт Морган в Нью-Йорку.
Серія з чотирьох робіт майстра — «Смак», «Зір», «Слух» і «Дотик і нюх» послужила оригіналами для відтворення в кольоровій кам'яній мозаїці. В середині XVIII сторіччя цю роботу виконала в майстерні «Петродуру» групою майстрів-каменярів на чолі зі знаменитим в ту пору різьбярем по каменю і графіком Луї Сірієсом. Кожну картину Дзоккі каменерізи відтворили в камені двічі. Все творіння італійців придбала австрійська імператриця Марія-Терезія. Чотири прикрасили інтер'єри віденського палацу Гофбург, де вони зберігаються і понині, а решта в 1755 році піднесені в дар російській імператриці Єлизаветі Петрівні. Надалі роботи прикрасили Бурштинову кімнату.
З 1750-х років Дзоккі працював з Галереєю деї Лавори ді П'єтре Дюре (яка виготовляла Флорентійську мозаїку), де він був офіційним дизайнером і гравером аж до своєї смерті, поставляючи малюнки і моделі, в основному для імператора Франца Стефана Лотаринзького Габсбурга.
Його роботи можна побачити в Музеї образотворчих мистецтв в Нансі, але більша частина робіт знаходиться в приватних зібраннях.
Помер від чуми 22 червня 1767 року.